# پت دوران
پت دوران (انگلیسی: Pat Doran؛ زادهٔ ۵ ژوئن ۱۹۵۹) راننده مسابقه‌ای اهل بریتانیا است. او در حال حاضر در تورورتون انگلستان زندگی میکند.  پسر بزرگ او، لیام دوران نیز راننده رالی کراس شده است.